# Almora jezici
Almora jezici /Almora, distrikt u Uttarakhandu, Indija/ podskupina zapadnohimalajskih jezika koji se govore na području Uttarakhanda u Indiji i susjednom Nepalu. Ouhvaća (4) jezika: byangsi [bee], ukupno 4,560 u Indiji i Nepalu;chaudangsi [cdn], ukupno 3,030 u Indiji i Nepalu; darmiya [drd], 2,950 govornika, etničkih 4,000 u Indiji i Nepalu; rangkas [rgk], nema poznatog govornika; 1.421 etničkih (2000) u istim zemljama.

## Vanjske poveznice
- Ethnologue (14th)
- Ethnologue (15th)